# Ophion forticornis
Ophion forticornis là một loài tò vò trong họ Ichneumonidae.